# Javier Milei
Javier Gerardo Milei (* 22. října 1970 Buenos Aires) je argentinský ekonom, spisovatel a politik, od prosince 2023 prezident Argentiny.
Kandidoval v argentinských volbách společně s Victorií Villarruelovou jako viceprezidentskou kandidátkou. Nečekaně postoupil do druhého kola prezidentských voleb, ve kterých se 19. listopadu 2023 utkal se Sergiem Massou a se ziskem 56 % hlasů byl zvolen prezidentem.

## Dětství a mládí
Javier Gerardo Milei se narodil v roce 1970 ve čtvrti Palermo v Buenos Aires. Jeho otec, Norberto, byl řidičem autobusu, matka, Alicia, byla ženou v domácnosti. Později prohlásil, že ho rodiče bili a psychicky týrali, kvůli čemu s nimi několik let nemluvil.
V dětství navštěvoval katolické školy, kde dostal přezdívku El Loco („Šílenec“), a to kvůli svým výbuchům hněvu a agresivním projevům. Jako mladistvý zpíval v lokální skupině Everest, která hrála zejména cover verze písní Rolling Stones. Do roku 1989 také hrál na pozici brankáře ve fotbalovém týmu CA Chacarita Juniors. 
Vyrůstal v období vlády vojenské junty (1976–1983). Během tohoto období se výrazně zhoršila ekonomická situace země. Ekonomické represe vojenské junty přivedly kolem 400 000 podniků ke krachu a projevovaly se vysokou mírou korupce. Situace vyústila v krizi platební bilance a stagflaci. V letech 1989 a 1990 se již jednalo o hyperinflaci. Mileie stav ekonomiky země velmi zaujal, i proto se rozhodl studovat ekonomii. Tu vystudoval na soukromé Universidad de Belgrano v Buenos Aires. Druhý magisterský titul získal na soukromé Universidad Torcuato Di Tella.

## Kariéra ekonoma
Celkem 21 let působil jako univerzitní profesor makroekonomie, mikroekonomie a matematiky pro ekonomy. Zaměřoval se zejména na hospodářský růst.
Současně působil jako ekonom v privátních fondech a finanční poradce v poradenských firmách. Byl také vládním poradcem. Od roku 2012 vedl ekonomický úsek think-tanku Fundación Acordar. Patnáct let pracoval jako hlavní ekonom společnosti Corporación América.
Je členem ekonomické skupiny v Mezinárodní obchodní komoře, poradce v G20 a člen Světového ekonomického fóra.
Za svou kariéru sepsal několik knih, včetně El camino del libertario („Cesta libertariána“) z roku 2022. Velmi často byl zván jako odborník do televizních zpravodajských a jiných pořadů. V roce 2018 byl vyhodnocen jako nejzvanější argentinský ekonom, kdy účinkoval v 235 rozhovorech. Měl také vlastní rádiový pořad s názvem Demoliendo mitos („Demolice mýtů“).

## Politická kariéra

### Počátky
Již v období desátých let 21. století si vybudoval kontroverzní pověst, kdy v televizních pořadech opakovaně hrubě urážel své názorové oponenty. 
V roce 2017 se kontroverzně vyznal z obdivu k Domingo Cavallovi, který byl v devadesátých letech 20. století argentinským ministrem pro ekonomiku. Cavallovi se pomocí navázání měny na americký dolar podařilo zastavit inflaci. Současně učinil řadu kroků k podpoře tržní ekonomiky včetně privatizace státních podniků. Ovšem během svého druhého působení ve funkci ministra v roce 2001 prosadil během hospodářské krize radikální restriktivní návrh vůči výběrům úspor občanů, což vedlo k násilným nepokojům z prosince 2001 a rezignaci prezidenta Fernanda de la Rúa. Mezi občany Argentiny se tak Cavallo stal velmi neoblíbeným politikem. Téhož roku Milei vyvolal pozdvižení, když obvinil Univerzitu v Buenos Aires, respektive tamní fakultu ekonomie, že je ovládána keynesiánstvím a marxismem a ovlivňuje tak budoucí ekonomy.
V červnu 2018 označil novinářku Teresitu Frías za „oslici“, poté, co jeho názory označila za totalitární. Milei se odmítl omluvit a byl obviněn z genderového násilí. Místní soud nařídil jeho psychologické vyšetření a následně mu bylo zakázáno účastnit se politických debat na území města Metan.
V roce 2019 ho týdeník Noticias vyhlásil jednou z nejvlivnějších osobností v zemi.

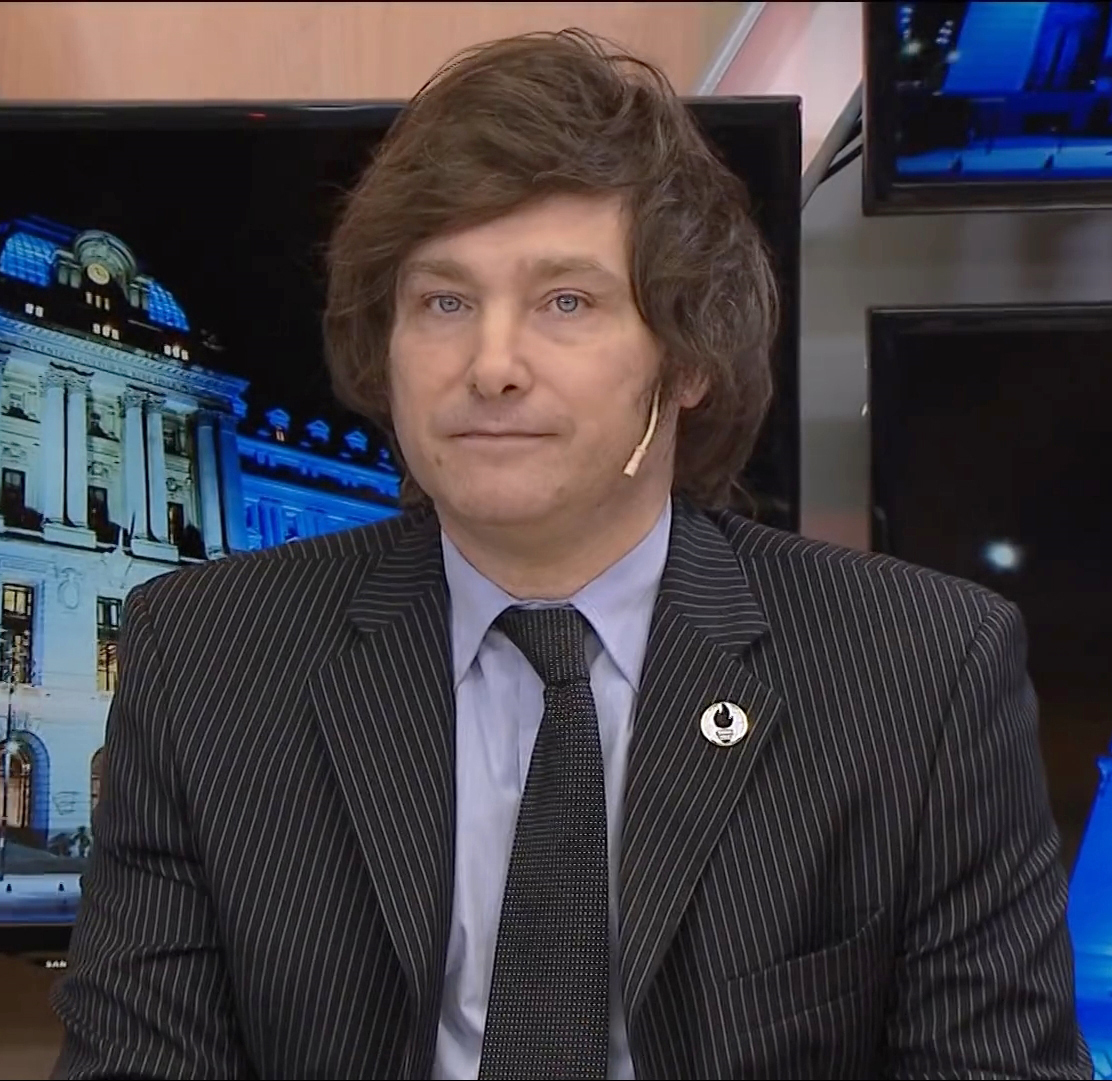
Javier Milei ve vysílání TV stanice Todo Noticias (2019)

### Poslancem
Roku 2020 vstoupil do pravicové libertariální a konzervativní frakce Avanza Libertad. Programově frakce deklarovala, že chce Argentinu vrátit do její ekonomické a kulturní velikosti, kterou měla v roce 1900. Frakce byla kritizována, že mezi jejími členy byli i neonacisté a podporovatelé vlády vojenské junty.
V roce 2021 kandidoval za Avanza Libertad do Poslanecké sněmovny argentinského Kongresu. Jeho kampaň byla levná a soustředila se na podomní návštěvy obyvatel daného okrsku Buenos Aires. Jeho preference postupně rostly. Největší úspěch měl mezi generací narozenou během argentinské krize v letech 1999 až 2002, na kterou navíc začala dopadat nová ekonomická stagnace. V březnu 2023 průzkumy ukazovaly, že by ho téměř pětina voličů Argentiny chtěla za prezidenta. Podle rozborů k němu přešli i dřívější voliči Néstora Kirchnera, kteří s ním sice nesouhlasili v ekonomických otázkách, ale přesto dostal jejich protestní hlasy.
V červenci 2021 skrze stranu Partido Libertario, kterou vedl, zformoval politickou koalici La Libertad Avanza a ve volbách do Poslanecké sněmovny s ní skončil na třetím místě s 17 % hlasů. Koalice byla definována jako antisystémové a antipolitické uskupení krajně pravicových a pravicových stran spojující libertariány a konzervativce. Vedl kampaň pod sloganem Nepřišel jsem sem vodit jehňata, ale probouzet lvy. Odsoudil ostatní politiky, které označil za „zločince a neužitečné parazity, kteří nikdy nepracovali“. Odezvu zaznamenal hlavně u mladých, na které svou agresivní rétorikou cílil i na sociálních sítích. Ve svých slibech se zavázal, že nikdy nezvedne daně ani nezavede nové a nikdy nesáhne na soukromé vlastnictví. Již coby poslanec odmítl brát poslanecký plat (ze státních financí) a každý měsíc ho daroval náhodnému člověku pod heslem „navrácení peněz daňovým poplatníkům“. 
Coby poslanec byl do půlky roku 2023 na jednáních sněmovny přítomen v 52 % případů, avšak nepodal žádný návrh zákona ani se neúčastnil žádných poslaneckých výborů. Sklidil kritiku za to, že kvůli jedné své absenci umožnil vládě prohlasovat zvýšení daní.
V července 2023 čelil vyšetřování za údajný prodej míst na kandidátních listinách La Libertad Avanza, Milei ale obvinění odmítl.

## Prezident Argentiny

### Kandidatura na prezidenta (2023)

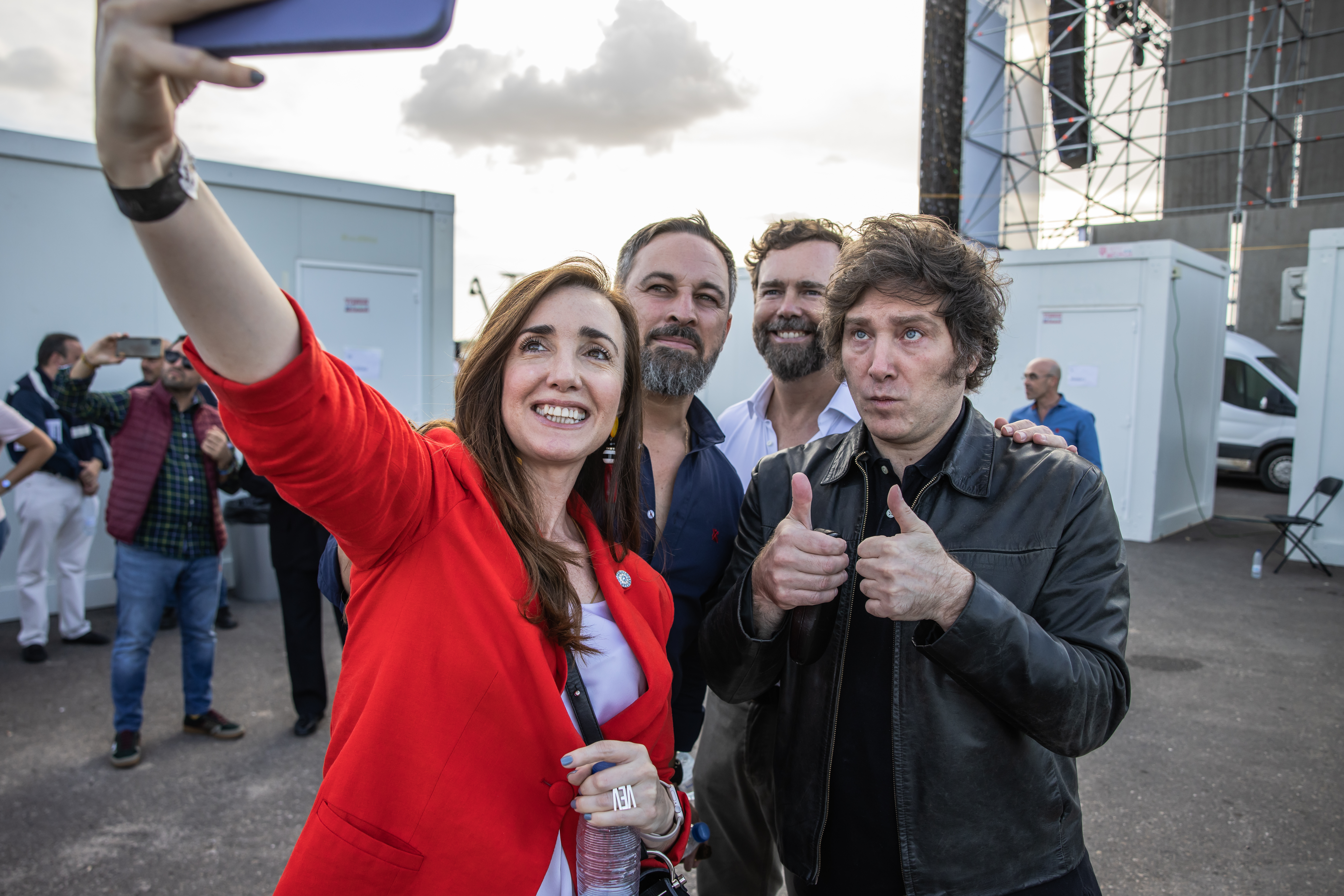
Javier Milei a Victoria Villarruel (2022)

V roce 2023 coby předseda Partido Libertario kandidoval na prezidenta Argentiny. Jeho kandidátkou na viceprezidentku byla poslankyně Victoria Villarruel. Volby se konaly za situace, kdy v květnu 2023 inflace překonala hranici 100 %. Během kampaně v prezidentských primárkách pronesl řadu kontroverzních výroků, včetně záměru umožnit volný prodej zbraní a lidských orgánů. Současně odmítl právo na interrupci a naopak podpořil právo na život. Postupem roku se ekonomická krize zhoršovala a do chudoby se propadlo již 40 % obyvatel Argentiny. Milei následně uvedl, že nemá v úmyslu rušit programy sociální podpory. V srpnových primárkách zvítězil s téměř 30 % hlasů. Na druhém místě se umístil poslanec Sergio Massa ze středo-levé koalice Frente de Todos. K vítězství mu poblahopřáli politici z krajní pravice Jair Bolsonaro, José Antonio Kast, Santiago Abascal, nebo americký republikánský senátor Ted Cruz.

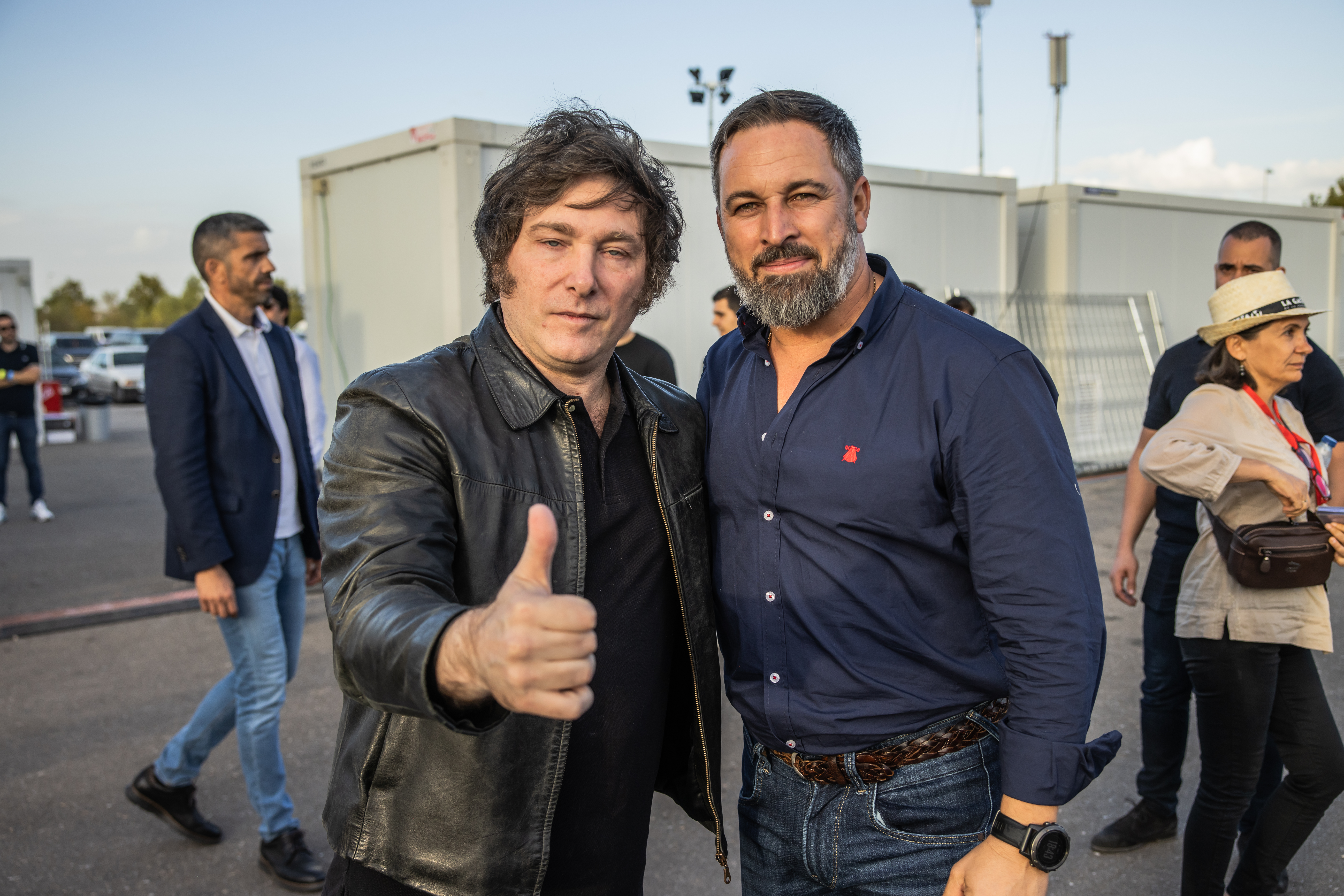
Javier Milei a Santiago Abascal (2022)

Před řádnými říjnovými volbami vyvolal další kontroverze svými prohlášeními, že například nastaví výhodný měnový kurz na výměnu pesa za americký dolar (tzv. dolarizace) a podmaní si či zruší argentinskou centrální banku. Ve volbách s účastí 77 % voličů zvítězil proti Massaovi se ziskem 55,7 % hlasů. Jeho schopnost plnit sliby byla ihned zpochybněna, jelikož nedržel politickou většinu v kongresu. Po zvolení ho znovu podpořil Jair Bolsonaro nebo také bývalý americký prezident Donald Trump a podnikatel Elon Musk. Inaugurován byl 10. prosince 2023. Týž den představil vládu složenou z devíti ministrů.

### První rok (2023–2024)
V prvních dnech vlády osekal jeho ministr hospodářství Luis Caputo státní dotace na elektřinu a jízdné či devalvoval peso zhruba o polovinu. Zrušil rovněž desítky zákonů, které regulovaly různé sektory od cen potravin přes fungování fotbalových klubů po výši nájmů. Milei také představil svůj reformní zákon „Ley Ómnibus“, což by se dalo přeložit jako souhrnný zákon. Má přes 350 stránek a zahrnuje 664 článků. Konkrétně je jeho součástí například zavedení 15procentní vývozní daně, privatizace 41 státních společností včetně ropné YPF, letecké společnosti Aerolíneas Argentinas nebo tiskové agentury Télam. Zahrnuje také zrušení prezidentských primárek, nebo změnu systému u voleb do Kongresu. Vedle toho navrhuje uvolnění ochrany ledovcových oblastí, mokřadů nebo lesů, kde se bude moci snadněji stavět, těžit nebo kácet. Milei se také rozhodl omezit právo na demonstraci, za kterou v případě, že kvůli tomu dojde k omezení nebo narušení dopravy či poskytování veřejných služeb, může demonstrantům hrozit odnětí svobody až na šest let. Náklady na zásahy proti demonstracím by pak podle jeho představ měli platit sami demonstranti. Zásadní byl také návrh na vyhlášení stavu nouze s minimální účinností do konce roku 2025, což by výrazně zvýšilo Mileiovy pravomoci.
Poté, co v prosinci 2023 podepsal dekret, který obsahoval třicet z dříve oznámených opatření, rozpoutaly se protesty proti jeho politice. Dekretem se rušily různé zákony, které regulovaly například trh práce nebo trh s nemovitostmi. Všechny státní firmy mají být převedeny na akciové společnosti, aby byly později zprivatizovány. Následných protestů se účastnily tisíce lidí, přičemž v případě například blokování silnic jim hrozily tvrdé postihy.
Ke konci ledna 2024 největší argentinské odbory Všeobecná konfederace práce (CGT) zahájily celonárodní dvanáctihodinovou stávku. Desetitisíce zaměstnanců v centru Buenos Aires protestovaly proti úsporným opatřením a reformám prezidenta Mileiho. Během stávky byly uzavřeny školy, banky a podniky, omezena byla také doprava včetně zrušení stovek letů.
V květnu 2024 argentinští odboráři zorganizovali další, tentokrát celodenní, generální stávku na protest proti úsporným opatřením a dalším reformám. Mimo provoz byly letiště, přístavy, supermarkety i banky. Stávka se konala v době, kdy argentinský parlament projednával reformní balíček prosazovaný prezidentem, který má snížit regulaci podnikatelského sektoru v Argentině a omezit vliv státu na ekonomiku.
Počátkem března 2024 nechal Milei zavřít státní tiskovou agenturu Télam, která fungovala od roku 1945. Budovy agentury 4. března brzy ráno obklíčila policie a zaměstnanci dostali zprávu, aby přinejmenším týden nechodili do práce. Milei tvrdí, že agentura je hlásnou troubou perónismu, politického směru, ke kterému se hlásí část opozice. Zaměstnanci označili uzavření tiskové agenturu za „jeden z nejhorších útoků na svobodu slova za posledních 40 let demokracie“. Sdružení zahraničních novinářů uvedlo, že agentura Télecam zaručovala vyvážené mediální prostředí v Argentině.
V květnu 2024 obvinil manželku španělského premiéra Pedra Sáncheze z korupce. Španělská vláda si v reakci na incident předvolala argentinského velvyslance a zároveň odvolala svou velvyslankyni v Buenos Aires.
V červnu 2024 navštívil Milei Španělsko a Německo. Svou evropskou cestu zakončil 24. června v Praze, kde na konferenci v paláci Žofín převzal výroční cenu Liberálního institutu a ve španělštině přednesl projev Jak na neefektivní vládu. Stejného dne se také setkal s prezidentem Petrem Pavlem a předsedou vlády Petrem Fialou.
Za první rok snížil státní výdaje o 30 %. Veřejné výdaje se tak snížily ze 44 % na 32 % hrubého domácího produktu. Během prvního roku výrazně rozšířil těžbu ropy a plynu a uvolnil jejich vývoz. Díky tomu byla země v tomto odvětví v obchodním přebytku. Nicméně vytěžovala své rezervy. Meziroční inflace se za první rok jeho vlády zvedla ze 160 % na 290 % a poté začala klesat (nicméně zůstávala relativně vysoká). Škrty ve státních výdajích, omezení tisknutí peněz a devalvace pesa přinesly pokles inflace z 26 procent na 2,7 procenta měsíčně. V Buenos Aires byla zrušena regulace nájemného, což povzbudilo developerské projekty, obchodování s investičními byty, ale zdražilo nájmy. Ministerstvo financí také provedlo daňovou amnestii podporující ukládání peněz občany, která do finančního systému přinesla 15 miliard dolarů. Během prvního roku se odklonil od některých radikálních slibů, jako byla dolarizace ekonomiky nebo zrušení centrální banky. Odvrátil se také od nepřátelské rétoriky vůči Číně, která je po Brazílii druhým největším obchodním partnerem Argentiny.
Počet lidí žijících v chudobě se ale přehoupl přes polovinu na 53 % (šlo o 25 milionů lidí). Reálné mzdy v soukromém sektoru klesly o 11 %, ve státním sektoru o 17,5 %. Nezaměstnanost vzrostla na 7,6 %. Důchody byly sníženy na přibližně 300 dolarů měsíčně (cca 7 tisíc korun). Meziročně byly desetkrát vyšší ceny energií, vody a zejména veřejné dopravy - cena lístku na metro nebo na příměstský vlak se zvýšila o 600 procent. K výraznému navýšení došlo i proto, že ceny služeb byly dříve značně dotovány státem. Znatelně také začala oslabovat střední třída. Ve veřejném sektoru bylo propuštěno 30 tisíc státních zaměstnanců. Došlo k seškrtání dotací na kulturu, školství a vědecký výzkum.

### Druhý rok (2024–2025)
V únoru 2025 na svých sociálních sítích propagoval kryptoměnu, jejíž hodnota se v krátké době znásobila a pak zhroutila. Po několika hodinách příspěvek smazal, protože se ukázalo, že šlo o podvod. Dotčeny měly být desetitisíce lidí. Na Mileie bylo podáno přes sto žalob za podvod a opozice zvažovala parlamentní vyšetřování prezidenta, pokud by sehnala dostatek hlasů.

## Osobní postoje

### Ekonomika
Ekonomicky se řadí mezi zastánce rakouské ekonomické školy, stavějící se proti státnímu intervencionismu a prosazující ekonomickou liberalizaci. Kritizoval fiskální politiku různých argentinských správ a obhajoval snížení vládních výdajů. Přes dvacet let působil jako profesor ekonomie. Je autorem mnoha publikací a moderoval rozhlasové pořady. V roce 2021 vstoupil do politiky a byl zvolen poslancem za město Buenos Aires jako kandidát pravicově-libertariánské strany La Libertad Avanza. Během svého funkčního období se zaměřil na kritiku toho, co popisuje jako argentinskou „politickou elitu“ a její sklon k vysokým veřejným výdajům. Milei se zavázal, že nebude zvyšovat daně a vzdal se svého platu poslance prostřednictvím měsíční tomboly. 
Navrhl například zrušení Argentinské centrální banky, což by mělo de facto za následek ještě více dolarizovanou ekonomiku a rozsáhlou přestavbu fiskální a strukturální politiky země.

### Politika
Politicky je rozličně označován jako krajně-pravicový či extrémní libertarián, ultralibertarián, ultrakonzervativec či ultraliberál, zatímco on sám se označuje jako „liberální libertarián,“ shodující se minarchistickými a anarchokapitalistickými principy a následující myšlenky osobností jakož jsou Henry Hazlitt, Ludwig von Mises, Murray Rothbard, Friedrich August von Hayek, Walter Block, Milton Friedman, Robert Lucas a Ayn Randová. Filozofickým přesvědčením je anarchokapitalista, který se v přechodném období ze státního zřízení k anarchii pragmaticky chová jako minarchista, což upřesňuje tak, že je „anarchokapitalista, protože stát je nepřítel. Ale žijete v realitě a musíte stát oběma nohama na zemi. V tomto kontextu jsem minarchista – tedy někdo, kdo věří, že stát by měl mít na starosti pouze bezpečnost a spravedlnost.“
Rovněž se důrazně postavil proti interrupci, kterou považoval za porušení libertariánského principu neagrese, otázku potratů pokládal za majetkový spor, přesněji vlastnickou otázku než otázku etickou, a potraty přirovnal ke krádeži. Stejný důraz kladl na odpor vůči marxistickému myšlení, včetně toho, co označil za „kulturní marxismus,“ jehož existence je považována za výmysl a krajně pravicovou konspirační teorii.[zdroj?] V rámci svého anarchokapitalistického přesvědčení navrhl umožnění volného trhu s lidskými orgány.
Milei se sice hlásil ke katolické víře, ale současně kritizoval katolickou církev pod vedením papeže Františka, kterého při různých příležitostech označil za „jezuitu, který propaguje komunismus“ a za imbecila. Při své kritice státního zřízení nezřídka citoval z Bible, stát označil za „dílo ďáblovo“ a jeho pohrdání státem bylo takové, že sám sebe postavil před radikální dilema: „Kdybych si měl vybrat mezi státem a mafií, vybral bych si mafii. Protože mafie má svůj kodex, mafie se adaptuje, mafie neklame. A především, mafie soutěží.“
Milei se věnuje cosplayi se svojí superhrdinskou postavou jménem „Generál AnKap“, odkazující na jeho anarchokapitalistické přesvědčení.

### Náboženství
Vyrostl jako římský katolík, ale ke katolické církvi se staví kriticky. Po roce 2020 se setkal s judaismem a začal studovat Tóru s argentinským sefardským rabínem Shimonem Axelem Wahnishem. K roku 2023 byl pod vedením moderně orthodoxního rabína Shimona Axela Wahnisha v procesu konverze k judaismu, denně se věnoval studiu Tóry a navštívil hrob chasidského rabína Menachema Mendela Schneersona.
Při své návštěvě Izraele v únoru 2024 prohlásil, že dodrží svůj předvolební slib a ustanoví argentinskou ambasádu v Jeruzalémě (místo v běžnějším Tel Avivu). V Jeruzalémě měly v té době ambasády jen země Spojené státy americké, Guatemala, Honduras, Papua Nová Guinea a Kosovo.